# ۵۷۵ (پیش از میلاد)
۵۷۵ (پیش از میلاد) ۵۷۵مین سال قبل از تقویم میلادی است.